# ぐるーぷ・インパクト
株式会社ぐるーぷ・インパクトは、日本の芸能事務所。

## 所属俳優・声優

### 小豆沢セクション

#### 男性
- 池内健
- 井上悟
- 大籔重樹
- 紙谷礼治
- 窪田亮
- 桑原知也
- 篠原辰也
- 新谷太
- 林伊織

#### 女性
- 釘宮由稀
- 薛宏美
- 瀧沢千秋
- 長浜満里子
- 又村奈緒美
- 村山希代子

### 北沢セクション

#### 男性
- 菅沢公平
- 関泰二
- 添田大樹

#### 女性
- 岩井遥
- 岩下由貴子
- 慎原さおり
- 高瀬朝季
- 髙橋陽香
- 竹村柚姫
- 田中繭子
- 緑川博子
- 宮本若奈

#### 預かり

##### 男性
- 木村友哉
- 武岡直希
- 福田卓弥
- 北條仁吾

##### 女性
- 加古万里子
- 北居樹里
- 功刀玲奈
- 河野麻里子
- 小西わかな
- 柴田実沙季
- 下宮麻衣花
- 大宮司朗子
- 友道惠
- 浪江美保里
- 張ヶ谷友美
- 平井志歩
- 福岡諒
- 宮川とみえ

## 過去に所属していた主な声優

### 男性
- 浅井慶一郎（現所属：オフィス海風）
- 内田慎二（フリー）
- 奥正史
- 中村太亮（現所属：マウスプロモーション）
- 八須賀孝蔵（現所属：オフィスチャープ）

### 女性
- 相葉ゆきこ（現所属：ブラッシュアップ・ワン）
- 石橋美佳
- 大坪瞳
- 喜代原まり（現所属：賢プロダクション）
- 坂戸こまつな（現所属：オフィス海風）
- 志摩淳（現所属：アクロスエンタテインメント）
- 中村祐子
- 古谷あゆみ
- 三木晶（フリー）
- 三谷翔子（現所属：オフィス海風）
- 山本小百合
- 吉岡麻耶（現所属：EARLY WING）
- 善澄真記